# NS 1300 sorozat
Az NS 1300 sorozat egy holland 1500 V DC áramrendszerű, Co-Co tengelyelrendezésű villamosmozdony-sorozat volt. Az Alstom gyártotta a Nederlandse Spoorwegen részére. Összesen 16 db készült belőle. Jelenleg már nem üzemel. 2000-ben selejtezték le a sorozatot.
A mozdony a francia SNCF CC 7100 sorozat alapján épült. Ez a mozdony az NS 1100 sorozat erősebb, hattengelyes változata. Az 1980-as években kezdődött meg a sorozat sárgára festése a nagy NS logóval együtt.
2000-ben az utolsó mozdony is kivonták a szolgálatból. Az 1302, 1312 és 1315 pályaszámú gépet sikerült megőrizni.
A mozdonyokat Hollandia nagyobb városairól nevezték el:
- 1301 Dieren
- 1302 Woerden
- 1304 Culemborg
- 1305 Alphen aan den Rijn
- 1306 Brummen
- 1307 Etten-Leur
- 1308 Nunspeet
- 1309 Susteren
- 1310 Bussum
- 1311 Best
- 1312 Zoetermeer
- 1313 Uitgeest
- 1314 Hoorn
- 1315 Tiel
- 1316 Geldermalsen